# 韦尔特 (下萨克森州)
韦尔特（德語：Werlte，發音：[ˈvɛʁltə]）是德国下萨克森州埃姆斯兰县的城市，面积63.81平方千米，2023年12月31日人口为10,588人。

## 姊妹城市
韦尔特与以下城市结为姊妹城市：
- 波蘭 瓦爾米亞地區利茲巴克 (2005年)